# Многомерно пространство
Многомерното пространство е математическа концепция, която разширява идеята за тримерното пространство към пространства с повече от три измерения. То е фундаментално понятие в различни области на математиката и теоретичната физика.

## Определение
Многомерното пространство се дефинира като пространство с произволен брой измерения, по-голям от три. Формално, n-мерно пространство е множество от точки, всяка от които се определя от n координати.

## История
Концепцията за многомерно пространство се развива през 19-ти век като част от по-широкото изследване на неевклидовите геометрии. Ключови фигури в развитието на тази идея включват:
- Бернхард Риман, който в своята лекция от 1854 г. въвежда идеята за многомерно пространство
- Теодор Калуза, който през 1921 г. предлага теория, обединяваща гравитацията и електромагнетизма в петмерно пространство
- Оскар Клайн, който през 1926 г. доразвива идеите на Калуза

## Характеристики
Основни характеристики на многомерното пространство включват:
1. Брой измерения: Може да има произволен брой измерения, теоретично дори безкраен.
2. Координатна система: Позицията на точка се определя чрез n координати в n-мерно пространство.
3. Метрика: Позволява дефиниране на разстояние между точки и други геометрични свойства.
4. Абстрактност: За разлика от тримерното пространство, многомерните пространства са трудни за интуитивно възприемане и визуализация.

## Приложения
Многомерното пространство намира приложение в различни области:

## Математика
- Линейна алгебра
- Диференциална геометрия
- Топология

## Теоретична физика
- Теория на относителността
- Квантова механика
- Теория на струните

## Анализ на данни
- Представяне и анализ на сложни набори от данни с множество променливи

## Видове многомерни пространства
Съществуват различни видове многомерни пространства, включително:
1. Евклидово пространство: Обобщение на тримерното евклидово пространство с произволен брой измерения.
2. Риманово пространство: Многомерно обобщение на вътрешната геометрия на двумерна повърхнина.
3. Хилбертово пространство: Безкрайномерно обобщение на евклидовото пространство.

## Концепции в многомерната геометрия
В многомерната геометрия се въвеждат няколко важни концепции:
- Хиперравнина: Обобщение на равнината в многомерно пространство.
- Хиперобем: Обобщение на обема за пространства с повече от три измерения.
- Политоп: Обобщение на многоъгълника и многостена за по-високи измерения.

## Предизвикателства и ограничения
Работата с многомерни пространства представлява редица предизвикателства:
1. Визуализация: Трудно е да се визуализират пространства с повече от три измерения.
2. Интуиция: Нашата интуиция, базирана на тримерния свят, често е неприложима.
3. Изчислителна сложност: Много алгоритми стават експоненциално по-сложни с увеличаване на броя измерения.